# بردلی کلان
 بردلی کلان (انگلیسی: Bradley Klahn؛ زادهٔ ۲۰ اوت ۱۹۹۰) یک تنیس‌باز اهل ایالات متحده آمریکا است. 